# Qualifications à la Coupe d'Afrique des nations de football 2012, groupe A
Le groupe A des qualifications à la Coupe d'Afrique des nations de football 2012 est une compétition qualificative pour la phase finale de la Coupe d'Afrique des nations de football 2012, qui se déroule en janvier et février 2012 en Gabon et en Guinée équatoriale.

## Classement
| Rang | Équipe   | Pts | J | G | N | P | Bp | Bc | Diff |  | Résultats (▼ dom., ► ext.) |     |     |     |     |
| ---- | -------- | --- | - | - | - | - | -- | -- | ---- |  | -------------------------- | --- | --- | --- | --- |
| 1    | Mali     | 10  | 6 | 3 | 1 | 2 | 9  | 6  | +3   |  | Mali                       |     | 1-0 | 3-0 | 2-1 |
| 2    | Cap-Vert | 10  | 6 | 3 | 1 | 2 | 7  | 7  | 0    |  | Cap-Vert                   | 1-0 |     | 2-1 | 4-2 |
| 3    | Zimbabwe | 8   | 6 | 2 | 2 | 2 | 7  | 5  | +2   |  | Zimbabwe                   | 2-1 | 0-0 |     | 3-0 |
| 4    | Liberia  | 5   | 6 | 1 | 2 | 3 | 7  | 12 | -5   |  | Liberia                    | 2-2 | 1-0 | 1-1 |     |

## Résultats
| 1re journée                  | Cap-Vert         | 1 – 0   | Mali | Estádio da Várzea, Praia Cap-Vert |                             |
| 4 septembre 2010 16:00 UTC-1 | Varela 44e       | (1 - 0) |      | Arbitrage : Mohamed Benouza       | Arbitrage : Mohamed Benouza |
| 4 septembre 2010 16:00 UTC-1 | Feuille de match |         |      | Arbitrage : Mohamed Benouza       | Arbitrage : Mohamed Benouza |

| 5 septembre 2010 | Liberia          | 1– 1    | Zimbabwe   | National Complex, Paynesville (Liberia) Liberia |                          |
| 16:00 UTC±0      | Oliseh 75e       | (0 - 1) | Musona 30e | Arbitrage : Coffi Codjia                        | Arbitrage : Coffi Codjia |
| 16:00 UTC±0      | Feuille de match |         |            | Arbitrage : Coffi Codjia                        | Arbitrage : Coffi Codjia |

| 2e journée                 | Mali                             | 2 – 1   | Liberia   | Stade du 26 mars, Bamako Mali |                           |
| 9 octobre 2010 19:00 UTC±0 | A. Traoré 2e · Tekkloh 52e (csc) | (1 - 1) | Weeks 43e | Arbitrage : Kokou Djaoupe     | Arbitrage : Kokou Djaoupe |
| 9 octobre 2010 19:00 UTC±0 | Feuille de match                 |         |           | Arbitrage : Kokou Djaoupe     | Arbitrage : Kokou Djaoupe |

| 10 octobre 2010 | Zimbabwe         | 0 – 0   | Cap-Vert | Rufaro Stadium, Harare Zimbabwe |                                 |
| 15:00 UTC+2     |                  | (0 - 0) |          | Arbitrage : Gil Sebastian Ndume | Arbitrage : Gil Sebastian Ndume |
| 15:00 UTC+2     | Feuille de match |         |          | Arbitrage : Gil Sebastian Ndume | Arbitrage : Gil Sebastian Ndume |

| 3e journée               | Cap-Vert                                          | 4 – 2   | Liberia              | Stade de Várzea, Praia Cap-Vert                     |                                                     |
| 26 mars 2011 16:00 UTC-1 | Héldon 14e 45+1e · Babanco 25e · Odaïr Fortes 53e | (3 - 1) | Wleh 39e · Keita 84e | Spectateurs : 8 000 Arbitrage : Lemghaifry Ould Ali | Spectateurs : 8 000 Arbitrage : Lemghaifry Ould Ali |
| 26 mars 2011 16:00 UTC-1 | Feuille de match                                  |         |                      | Spectateurs : 8 000 Arbitrage : Lemghaifry Ould Ali | Spectateurs : 8 000 Arbitrage : Lemghaifry Ould Ali |

| 26 mars 2011 | Mali             | 1– 0    | Zimbabwe | Stade du 26 mars, Bamako Mali   |                                 |
| 19:00 UTC±0  | Diabaté 22e      | (1 - 0) |          | Arbitrage : Bakary Papa Gassama | Arbitrage : Bakary Papa Gassama |
| 19:00 UTC±0  | Feuille de match |         |          | Arbitrage : Bakary Papa Gassama | Arbitrage : Bakary Papa Gassama |

| 4e journée              | Zimbabwe         | 2 – 1   | Mali          | Rufaro Stadium, Harare Zimbabwe |                            |
| 5 juin 2011 15:00 UTC+2 | Musona 45e 90e   | (1 - 0) | M. Traoré 49e | Arbitrage : Daniel Bennett      | Arbitrage : Daniel Bennett |
| 5 juin 2011 15:00 UTC+2 | Feuille de match |         |               | Arbitrage : Daniel Bennett      | Arbitrage : Daniel Bennett |

| 5 juin 2010 | Liberia          | 1 – 0   | Cap-Vert | National Complex, Paynesville Liberia |  |
| 16:00 UTC±0 | Doe 44e          | (1 - 0) |          |                                       |  |
| 16:00 UTC±0 | Feuille de match |         |          |                                       |  |

| 5e journée                   | Mali                            | 3 - 0   | Cap-Vert | Stade du 26 mars, Bamako Mali |  |
| 3 septembre 2011 19:00 UTC±0 | Diabaté 27e 29e · M. Traoré 51e | (2 - 0) |          |                               |  |
| 3 septembre 2011 19:00 UTC±0 | Feuille de match                |         |          |                               |  |

| 4 septembre 2011 | Zimbabwe                                | 3 – 0   | Liberia | Rufaro Stadium, Harare Zimbabwe |  |
| 15:00 UTC+2      | Katsande 16e · Karuru 45e · Billiat 85e | (2 - 0) |         |                                 |  |
| 15:00 UTC+2      | Feuille de match                        |         |         |                                 |  |

| 6e journée                 | Liberia                | 2 – 2 | Mali                    | National Complex, Paynesville Liberia |  |
| 8 octobre 2011 15:00 UTC±0 | Williams 2e · Wleh 92e |       | Diabaté 16e · Kanté 87e |                                       |  |
| 8 octobre 2011 15:00 UTC±0 | Feuille de match       |       |                         |                                       |  |

| 8 octobre 2011 | Cap-Vert              | 2 – 1 | Zimbabwe | Estádio da Várzea, Praia Cap-Vert |                                 |
| 14:00 UTC-1    | Valdo 3e · Mendes 13e |       | Musona   | Arbitrage : Lemghaifry Ould Ali   | Arbitrage : Lemghaifry Ould Ali |
| 14:00 UTC-1    | Feuille de match      |       |          | Arbitrage : Lemghaifry Ould Ali   | Arbitrage : Lemghaifry Ould Ali |

## Buteurs
30 buts ont été inscrits en 12 rencontres dans le groupe A.
4 buts
- *  Cheick Diabaté

3buts
Knowdledge musona
2 buts
- Héldon
- Mahamane Traoré

1 but
- Elvis Macedo Babanco
- Odaïr Fortes
- Fernando Varela
- Francis Doe
- Al Husein Keita
- Sekou Oliseh
- Theo Lewis Weeks
- Patrick Wleh
- Abdou Traoré
- Dramane Traoré
- Khama Billiat
- Ovidy Karuru
- Willard Katsande
- Cédric Kanté

Contre son camp
- Ben Tekkloh